# Gioco della monetina
Il gioco della monetina, anche chiamato semplicemente moneta, è un tipico gioco da pub il cui scopo e di far entrare una monetina in un bicchiere, nel quale è stata versata una dose di bevanda alcolica, decisa a priori all'inizio del gioco, dopo averla fatta rimbalzare sul tavolo sopra il quale è posato il bicchiere stesso.
Esiste una variante, chiamata lampadario in cui vengono utilizzati più bicchieri.

## Nei media
- La monetina viene citata in una puntata della serie I Griffin (2X15 - Talento sprecato), in cui Peter riesce a suonare il pianoforte soltanto da ebbro. Per farlo ubriacare, Lois lo porta ad una festa di liceali, dove giocano alla monetina con un boccale di birra.